# Dolby Vision
Dolby Vision es un conjunto de tecnologías desarrolladas por Dolby Laboratories para videos de alto rango dinámico (HDR). Cubre la creación, distribución y reproducción de contenido. Incluye metadatos dinámicos que se utilizan para ajustar y optimizar cada cuadro del video HDR a las capacidades de la pantalla del consumidor de una manera basada en las intenciones del creador de contenido.
Dolby Vision fue presentado en 2014, convirtiéndolo en el primer formato HDR disponible.  Su competencia, HDR10+, es un formato HDR que también utiliza metadatos dinámicos.
Dolby Vision IQ es una actualización diseñada para optimizar el contenido de Dolby Vision según la luz ambiental.
Dolby Cinema también usa Dolby Vision, aunque debido al uso de 2.6 gamma y, por lo tanto, 48 nits en los cines SDR, los 108 nits usados en Dolby Cinema ya son HDR.
El primer reproductor de código abierto compatible con el perfil 5 fue mpv.

## Descripción
Dolby Vision permite una resolución máxima de 8K, profundidad de color de hasta 12 bits, y brillo máximo de 10,000 nits. Sin embargo, según el libro blanco de Dolby Vision, a partir de 2018, los monitores de referencia profesionales, como el monitor de referencia Dolby Vision HDR, están actualmente limitados a 4000 nits de brillo máximo.
Dolby Vision incluye la función de transferencia PQ, un espacio de color de amplia gama (ITU-R Rec. BT.2020 en YCBCR o IPTPQc2), hasta 8K de resolución, y para algunos perfiles (FEL) hasta 12 bits. Puede codificar información de colorimetría de pantalla de masterización utilizando metadatos estáticos (SMPTE ST 2086) y también proporciona metadatos dinámicos (SMPTE ST 2094-10, formato Dolby) para cada escena o cuadro. Estos metadatos dinámicos o HDR dinámico permiten ajustar el brillo y el contraste (en realidad, la curva de tono) escena por escena o incluso cuadro por cuadro cuando sea necesario y lo ajusta muchas veces durante el video o la película.  Se considera que está preparado para el futuro.
Dolby Vision incluye metadatos dinámicos que se utilizan para ajustar el brillo, el Color y la nitidez de cada cuadro del video para que coincida con el volumen de color de la pantalla (es decir, la capacidad de brillo máxima y mínima y la gama de colores). Permite conservar las intenciones creativas en todas las pantallas compatibles con Dolby Vision. Dolby Vision y HDR10+ no usan los mismos metadatos dinámicos.

## Detalles técnicos
El formato Dolby Vision es capaz de representar videos con un brillo máximo de hasta 10 000 cd/m2 y una gama de colores de hasta Rec. 2020. Las pantallas actuales no pueden reproducir la capacidad completa de brillo y gama de Dolby Vision. No hay requisitos de capacidad de brillo y gama de colores para las pantallas de consumo. Cuando la pantalla del consumidor tiene un volumen de color más bajo que la pantalla maestra, el contenido se ajusta a la capacidad de visualización del consumidor en función de los metadatos dinámicos.
La pantalla de masterización de Dolby Vision requiere:
- EOTF: PQ
- Brillo máximo: al menos 1000 cd/m2
- Nivel de negro: como máximo 0,005 cd/m2
- Relación de contraste: al menos 200.000:1
- Gama de colores: al menos el 99 % de P3

### Metadatos
Los metadatos de Dolby Vision incluyen:
- L0 (estático): Masterización y características de visualización de destino
- L1 (dinámico): Generado automáticamente
- Recortes L2 (dinámicos): generados manualmente por cuadro o por escena
- Recortes L3 (dinámicos): generados manualmente por cuadro o por escena (desde CMv4.0)
- Recortes L8 (dinámicos): generados manualmente por cuadro o por escena (desde CMv4.0) (equivalente a los recortes L2)
- L5 : Descripción de la relación de aspecto de la línea de tiempo
- L6 (estático y opcional): MaxCLL y MaxFALL (requerido para HDR10)
- L9 (dinámico): Dominar los colores primarios de la pantalla (desde CMv4.0)

Dolby Vision 4.0 presenta nuevos ajustes secundarios para el ajuste de tono y saturación.

### Perfiles
| Perfil | Códec           | Resolución BL:EL            | Compatibilidad con versiones anteriores |
| ------ | --------------- | --------------------------- | --------------------------------------- |
| 4      | HEVC de 10 bits | 1:1/4                       | DEG                                     |
| 5      | HEVC de 10 bits | Sin capa de mejora          | Ninguno (Utiliza IPTPQc2 propietario)   |
| 7      | HEVC de 10 bits | 1:1/4 para UHD 1:1 para FHD | Ultra HD Blu-ray                        |
| 8.1    | HEVC de 10 bits | Sin capa de mejora          | HDR10                                   |
| 8.2    | HEVC de 10 bits | Sin capa de mejora          | DEG                                     |
| 8.4    | HEVC de 10 bits | Sin capa de mejora          | HLG                                     |
| 9      | AVC de 8 bits   | Sin capa de mejora          | DEG                                     |

| Perfil | Códec           | Resolución BL:EL   | Compatibilidad con versiones anteriores |
| ------ | --------------- | ------------------ | --------------------------------------- |
| 0      | AVC             | 1:1/4              | DEG                                     |
| 1      | AVC             | 1:1                | Ninguno                                 |
| 2      | HEVC de 8 bits  | 1:1/4              | DEG                                     |
| 3      | HEVC de 8 bits  | 1:1                | Ninguno                                 |
| 6      | HEVC de 10 bits | 1:1/4              | HDR10                                   |
| 8.3    | HEVC de 10 bits | Sin capa de mejora |                                         |
| 8.5    | HEVC de 10 bits | Sin capa de mejora |                                         |

### Doble capa
Algunos perfiles de Dolby Vision son de doble capa (por ejemplo: el perfil 7 utilizado para Ultra HD Blu-ray).
La capa de mejora puede ser una capa de mejora completa (FEL) o una capa de mejora mínima (MEL).

### Formatos de archivo
- ISO Base Media File Format[22]
  - MP4[23]
  - DECE[23]
  - Common File Format (CFF)[23]
  - Protected Interoperable File Format (PIFF)[23]
- HTTP Live Streaming[24]
- MPEG-2 Transport Stream Format[25]
- MPEG-DASH[26]
- MKV[27]

## Licencia
Dolby Vision es una solución propietaria de Dolby.
En 2021, los sistemas de gradación de color compatibles pueden crear metadatos automáticos de Dolby Vision sin costo adicional para los creadores de contenido. Se requiere una licencia anual de $2500 para activar los ajustes que permiten a los creadores de contenido ajustar manualmente el video. El OEM y el fabricante de una aplicación o dispositivo de clasificación, masterización, editorial u otra aplicación profesional deben solicitar una licencia.
El vicepresidente sénior de negocios de Dolby, Giles Baker, ha declarado que el costo de las regalías de Dolby Vision es inferior a $3 por televisor.
Libplacebo (como parte del proyecto VideoLAN) implementó compatibilidad con el espacio de color IPTPQc2, MMR y remodelación del perfil 5 de Dolby Vision, pero aún no admite metadatos dinámicos ni NLQ.

## Adopción

### Hardware
- Televisores:[33]
  - LG
  - Panasonic
  - Philips
  - Sony
  - TCL
  - Toshiba
  - Vizio
  - Xiaomi

- Monitores:
  - ASUS

- Teléfonos inteligentes:
  - Pantallas:
    - LG G6[34]
    - iPhone 8/8 Plus, X, XS/XS Max, XR, 11, 11 Pro/11 Pro Max, SE (2.ª generación), 12/12 mini, 12 Pro/12 Pro Max y 13/13 mini, 13 Pro/13 Pro Max.[n 1]
    - Xiaomi: Mi 11 Ultra,[36] Mi 11 Pro[37]

  - Cámaras:
    - iPhone 12/12 mini, 12 Pro/12 Pro Max,[6] iPhone 13/13 mini, 13 Pro/13 Pro Max[6] y iPhone 14/14 Plus, 14 Pro/14 Pro Max
    - Xiaomi 12S Ultra
    - Xiaomi MIX Fold 2
    - Xiaomi 13
    - Xiaomi 13 Pro
    - VivoX90 Pro+
    - Vivo X200 Pro
- Consolas de videojuegos:
  - Xbox One X/S: solo aplicaciones de streaming.[38]
  - Xbox Series X/S: aplicaciones de streaming y juegos.[39]

### Distribución de contenido
- Ultra HD Blu-ray[40]
- Servicios de streaming de video
  - Vimeo: solo para dispositivos Apple[41]
  - Netflix
  - Disney+
  - Hulu
  - HBO Max
  - Bilibili[42]

### Software
- Escala de colores:[28]
  - Autodesk Lustre
  - Autodesk Flame 2021
  - Blackmagic Design Davinci Resolve
  - Digital Vision Nucoda
  - Filmlight Baselight
  - Grass Valley RIO
  - SGO Mistika
- Codificador:
  - x265: Perfil 5, perfil 8.1 y perfil 8.2 (desde la versión 3.0)[43]
- Reproductor multimedia:
  - Exoplayer (código abierto)[44]
  - Shaka Player (dependiente del dispositivo, código abierto)[44]